# Regelbau 668

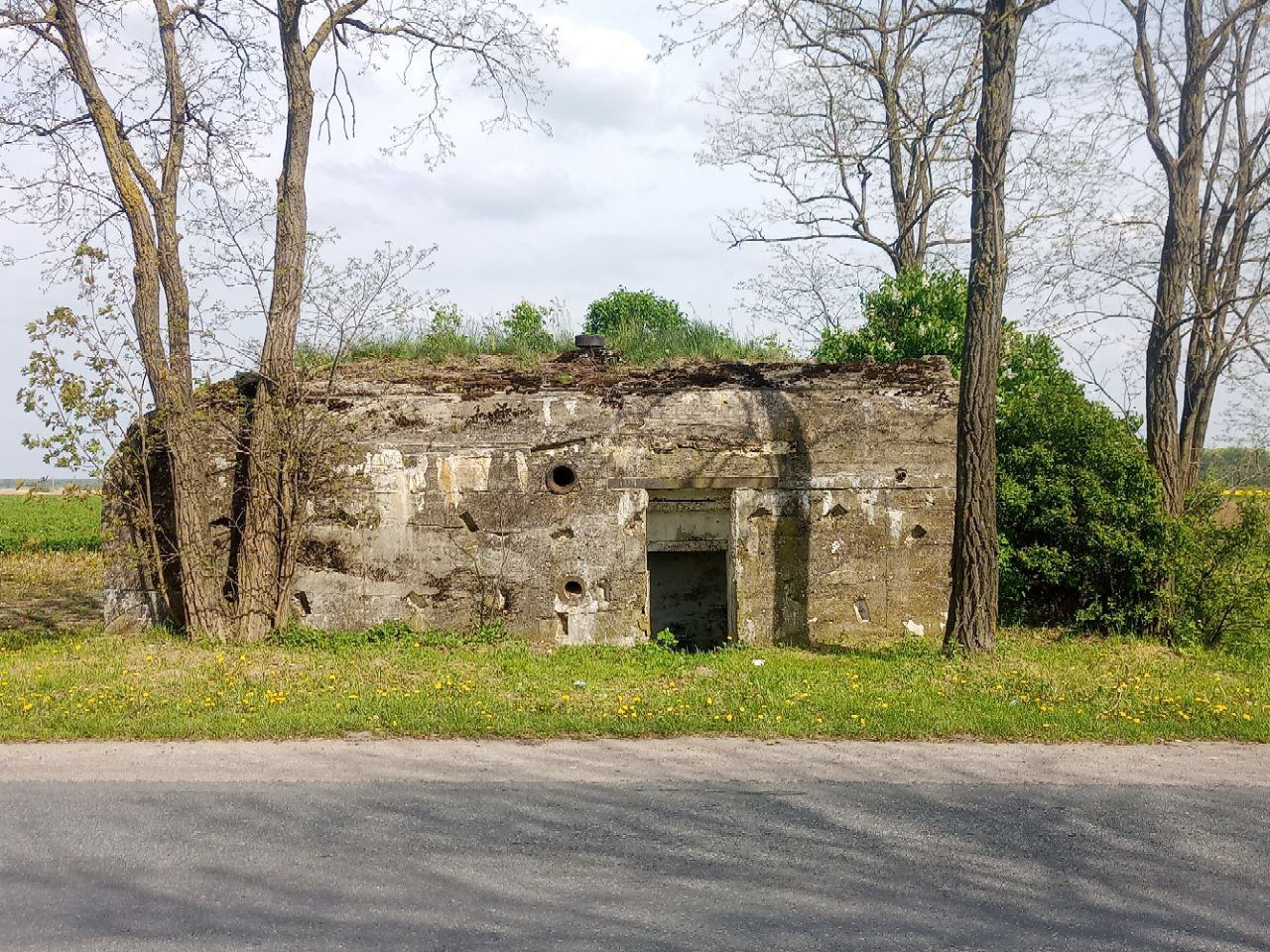
Regelbau 668 pod Ryńskiem

Regelbau 668 – niemiecki schron bierny łączności radiowej piechoty przystosowany do celów wojny przy pomocy środków chemicznych, choć użycie ich pod koniec wojny wydawało się być mało prawdopodobne. Mógł pomieścić od 6 do 9 osób.

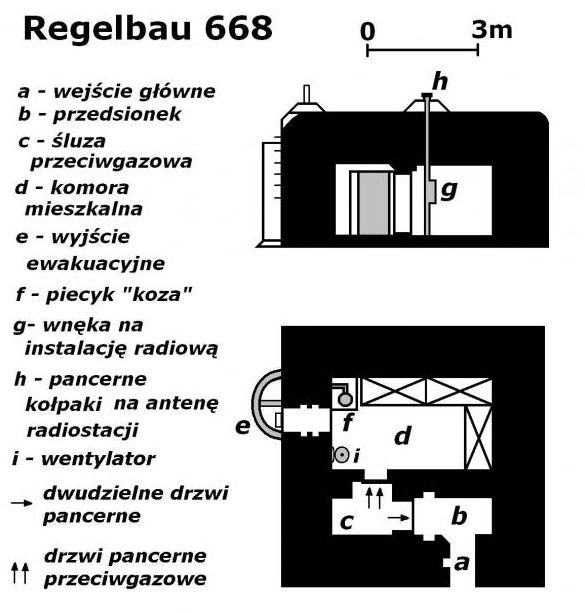
Plan Regelbau 668

## Historia
Został zaprojektowany w 1942 r. jako rozwinięcie typu 501. Budowle takiego typu stosowano masowo przy fortyfikowaniu Wału Atlantyckiego od 1942 roku, a następnie w fortyfikacjach wschodnich w 1944 roku, przeważnie w nieco zmniejszonej wersji (Kleinstunterstand).

## Budowa i opis
Były to typowe schrony bierne o wymiarach 7 m (szerokość), 7,7 m (głębokość), 4,4 m (wysokość). Grubość ścian wewnętrznych wynosiła 1,5 m, wewnętrznych 0,8 m. Budowa schronu wymagała użycie 210 metrów sześciennych betonu, 9,4 ton stali zbrojeniowej oraz 1,7 ton stali profilowanej.
- Przedsionek (b) był miejscem oczyszczania odzieży z bojowych środków chemicznych (dekontaminacji). Przez drzwi pancerne przechodziło się do śluzy przeciwgazowej (c). Przy pomocy specjalnych urządzeń utrzymywano w niej (oczywiście w przypadku zagrożenia atakiem gazowym) ciśnienie nieco wyższe niż na zewnątrz. Drzwi miały masę około 250 kg, były dwudzielne, umożliwiało to otworzenie górnej połowy w przypadku częściowego zasypania przedsionka. Przez kolejne drzwi pancerne, gazoszczelne (o pełnym skrzydle) przechodziło się do głównego pomieszczenia mieszkalnego (d) zaopatrzonego w 6 do 9 łóżek (stosowano różne ich układy, zazwyczaj w 3 poziomach), stół, krzesła. Na prawo od wyjścia awaryjnego umieszczano piecyk grzewczy (f). Po lewej stronie z kolei był umieszczony wentylator (i) z wymiennymi filtrami przeciwgazowymi z węgla aktywowanego o napędzie ręcznym (korbowym)[1].
- Do schronu Regelbau 668 można było "dobudować" mały schron bojowy Ringstand 58c[2]

## Rozmieszczenie
Schrony Regelbau 668 częściej można spotkać na terenie woj. mazowieckiego (szczególnie w okolicach Warszawy), kujawsko-pomorskiego, warmińsko-mazurskiego oraz łódzkiego.

## Galeria

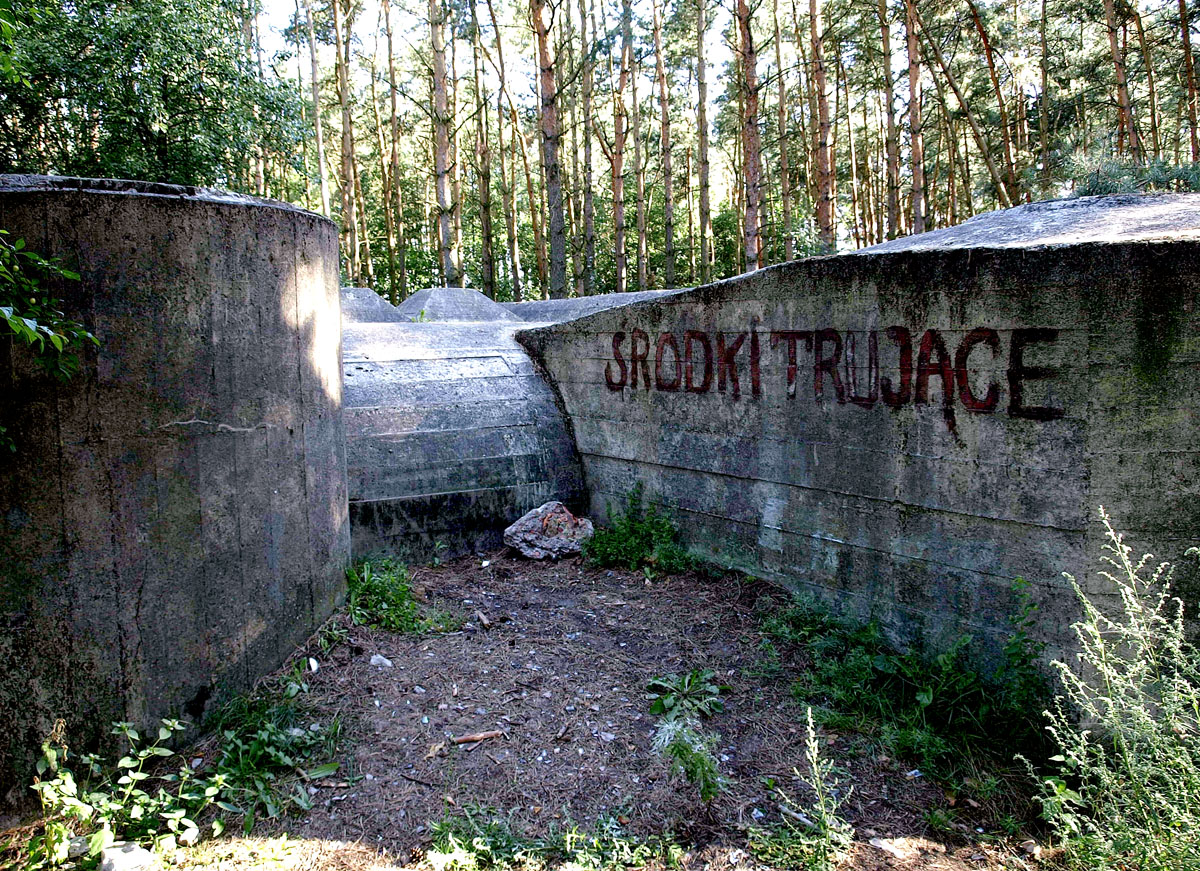
Regelbau 668 z dobudowanym Ringstand 58c pod Sierzchowem

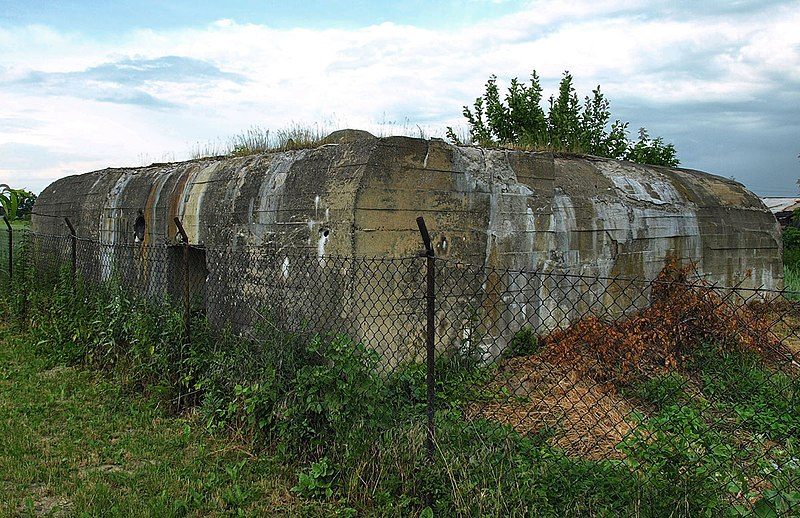
Regelbau 668 w Sochaczewie

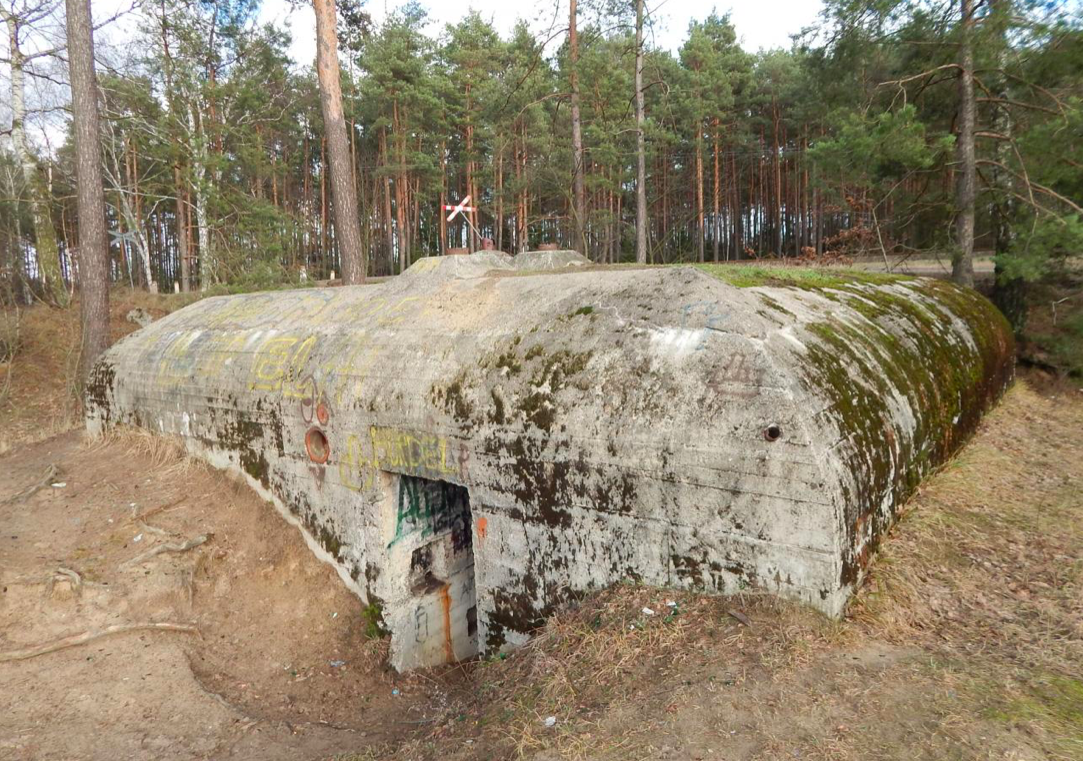
Regelbau 668 pod Brzozówką

.